# 奈良県立城内高等学校
奈良県立城内高等学校（ならけんりつじょうないこうとうがっこう）は、かつて奈良県大和郡山市にあった公立高等学校である。

## 概要
- 1906年、郡山城 (大和国)の麒麟曲輪に創立された奈良県生駒郡立農学校を源流とし、1948年に奈良県立郡山農業高等学校となる。程なくして奈良県立郡山高等学校農業課程として統合されるも、1958年に再び奈良県立郡山農業高等学校として分離され、旧来の奈良県立郡山高等学校農業課程（定時制）は募集停止となり、1960年廃止。1977年には園芸科と生活科の募集停止を行い普通科を設置して奈良県立城内高等学校とする。
- 近隣の奈良県立郡山高等学校に統合される形で2006年3月に閉校。校舎は2018年まで城内学舎として使用された[1]。城内学舎の校地は県が有償で借りていた。少子化などに伴い学舎廃止を決めた県教委は当初、体育館を除く校舎などの施設を撤去し、2020年3月末に土地を所有者（公益財団法人郡山城史跡・柳沢文庫保存会）に返還する計画であった。しかし、2019年度に奈良県立奈良高等学校の耐震強度不足対策からの一部代替校舎として転用されたため、1年遅れで返還された（2021年2月ころまでには体育館を除く旧・城内学舎の解体撤去工事が完了）。その後、大和郡山市が城内学舎跡地を取得し、現在では郡山城跡公園としての整備が進められている[2]。

## 沿革
- 1906年（明治39年）4月1日 - 奈良県生駒郡立農学校（実業学校）が創立される。
- 1923年（大正12年）4月1日 - 奈良県に移管され、奈良県立生駒農学校と改称[3]。
- 1930年（昭和05年）4月1日 - 園芸組織に変更し、奈良県立郡山園芸学校と改称[3]。
- 1944年（昭和19年）4月1日 - 奈良県立郡山農学校と改称[3][4]。
- 1948年（昭和23年）
  - 4月1日 - 学制改革により、農学校が廃止され、新制高校として奈良県立郡山農業高等学校が発足。
  - 9月1日 - 学制の改正により統合され、奈良県立郡山高等学校農業科となる。
- 1958年（昭和33年）4月1日 - 奈良県立郡山高等学校から分離・独立し、奈良県立郡山農業高等学校と復称。
- 1977年（昭和52年）4月1日 - 学科改編により、農業科の生徒募集を停止し、普通科を新設のうえ、奈良県立城内高等学校と改称。
- 1979年（昭和54年）4月1日 - 農業科を廃止し、奈良県立郡山農業高等学校が閉校。完全に普通科校となる。
- 2004年（平成16年）4月1日 - 奈良県立郡山高等学校への統合により、奈良県立郡山高等学校城内学舎となる。
  - 城内高校は生徒募集を停止。ただし、経過措置として在校生が卒業するまで存続される[5]。
- 2006年（平成18年）3月31日 - 最後の在校生を送り出し、閉校。郡山高校に完全に統合される。同窓会（麒麟会）も郡山高校の冠山会に統合される。

## 学科
- 普通科
- 農業土木科：1966年募集停止。
- 園芸科：1956年設置、1979年廃止。
- 生活科：1966年設置、1979年廃止。